# Toshami Calvin
Toshami Calvin (sinh ngày 6 tháng 4 năm 1996) là một người mẫu và hoa hậu người Jamaica, người đã đăng quang Hoa hậu Hoàn vũ Jamaica 2022. Cô đại diện cho Jamaica tại Hoa hậu Hoàn vũ 2022.

## Tiểu sử
Calvin sinh ra và sống ở Saint Thomas, Jamaica. Cô lấy bằng cử nhân về khoa học sức khỏe tại Đại học Trung tâm Florida ở Orlando, Florida, Hoa Kỳ.

## Cuộc thi sắc đẹp

### Hoa hậu Hoàn vũ Jamaica 2022
Vào ngày 3 tháng 9 năm 2022, Calvin thi đấu với 20 ứng cử viên khác tại Hoa hậu Hoàn vũ Jamaica 2022 tại Grand Ballroom của khách sạn AC của Marriott Kingston ở Kingston, Jamaica. Trong cuộc thi, Calvin tiến vào top 10, sau đó là top 5 và cuối cùng là top 3, trước khi được công bố là người chiến thắng của cuộc thi và thành công bởi Daena Soares.

### Hoa hậu Hoàn vũ 2022
Calvin đại diện Jamaica tại Hoa hậu Hoàn vũ 2022. Trong đêm chung kết cô không lọt vào top 16.